# Frank Lippmann
Frank Lippmann (* 23. April 1961 in Dresden) ist ein ehemaliger deutscher Fußballspieler und späterer -trainer. In der höchsten Spielklasse des DDR-Fußballs, der Oberliga, spielte er für die SG Dynamo Dresden. Mit den Dresdnern gewann er zweimal den FDGB-Pokal. Nach seiner Flucht aus der DDR 1986 stand er im Anschluss an eine Sperre in der Bundesliga beim 1. FC Nürnberg und beim SV Waldhof Mannheim unter Vertrag.

## Sportliche Laufbahn

### Fußballer in der DDR
Lippmann wuchs im Dresdner Ortsteil Zschachwitz auf und spielte dort auch bis 1979 bei der TSG Blau-Weiß, zuletzt mit der Männermannschaft in der viertklassigen Bezirksklasse. Zu Beginn der Saison 1979/80 wurde Lippmann zum Oberligisten Dynamo Dresden delegiert. Dort wurde er zunächst für die Nachwuchsoberligamannschaft nominiert. Doch bereits in dieser Saison kam er am 12. April 1980, dem 21. Spieltag, zu seinem ersten Einsatz in der DDR-Oberliga der Männer, als er kurz vor Ende der Partie gegen Wismut Aue (4:2) eingewechselt wurde. Für die Spielzeit 1980/81 wurde der 1,73 Meter große Angriffsspieler für die erste Mannschaft nominiert und spielte für sie von Saisonbeginn an auf unterschiedlichen Positionen in der Angriffsformation. In seiner ersten Oberligasaison kam er auf 18 Punktspieleinsätze, allerdings ohne Torerfolg. In diese Saison fiel auch sein einziges Auswahlspiel, in dem er für die DDR-Nachwuchsnationalmannschaft auflief. In der Saison 1981/82 konnte er sich gegen den Paradesturm Schülbe, Minge, Döschner nicht durchsetzen und kam nur auf sieben Oberligaspiele, von denen die meisten nur Kurzzeiteinsätze waren. Auch in den beiden folgenden Spielzeiten blieb Lippmann nur die Rolle des Ersatzspielers, gehörte aber am 26. Mai 1984 als Linksaußenstürmer zur Dynamo-Mannschaft, die mit einem 2:1-Sieg über den Berliner FC Dynamo den DDR-Fußballpokal gewann. 1984/85 gelang ihm der Durchbruch zum Stammspieler, in 24 von 26 ausgetragenen Punktspielen stand er in der Oberligaelf, in der Regel weiter als Linksaußen. Auf dieser Position war er auch am 8. Juni 1985 an der Pokalverteidigung beteiligt, diesmal siegten die Dresdner mit 3:2 erneut über den BFC Dynamo.

### Flucht in die Bundesrepublik
Auch die Saison 1985/86 setzte Lippmann als Stammspieler fort. Bis zum 16. Spieltag hatte er 14 Spiele als Linksaußen absolviert. Zu diesem Zeitpunkt hatte Dynamo Dresden das Viertelfinale im Europapokal der Pokalsieger erreicht und sich mit einem 2:0-Heimsieg über Bayer 05 Uerdingen eine gute Ausgangsposition für das Halbfinale geschaffen. Diese wurde am 19. März 1986 mit einer 3:7-Niederlage in Krefeld zunichtegemacht. Es war Lippmanns 14. Europapokalspiel, und mit dem zwischenzeitlichen 2:1-Führungstor für Dresden schoss er sein sechstes Tor im Europapokal, von denen er allein fünf im laufenden Wettbewerb erzielte. Nach dem Spiel suchte Lippmann Verwandte in Nürnberg auf und erklärte auf einer Pressekonferenz, nicht in die DDR zurückzukehren. Entgegen früheren Gepflogenheiten, als flüchtige DDR-Sportler totgeschwiegen wurden, meldete die DDR-Nachrichtenagentur ADN: „Der Spieler Frank Lippmann hat für eine hohe Geldsumme, die ihm sportfeindliche Kreise boten, seine Kameraden verraten.“ Lippmann hinterließ in der DDR seine Familie und seine Verlobte mit einem drei Monate alten Kind. Familie und Verlobte wurden von der Stasi massiv gedrängt, Lippmann zur Rückkehr zu bewegen, hatten aber keinen Erfolg. Lippmann gelang es, seine Partnerin samt Kind mittels eines Fluchthelfers über Ungarn aus der DDR herauszubringen. In Funktionärsgesprächen wurde beredet, dass man „… solche Verräter jederzeit durch Inszenieren eines Autounfalls liquidieren könne“.

### Profi im D-A-CH-Raum
Unmittelbar nach seiner Ankunft in Nürnberg hatte Lippmann Kontakt zum Präsidenten des 1. FC Nürnberg aufgenommen und erhielt einen Profivertrag bis zum Ende der Saison 1986/87. Zunächst verhängte der europäische Fußballverband UEFA eine einjährige Sperre, und Lippmann zog sich im Training einen Kreuzbandriss zu. So bestritt er erst am 22. Spieltag seinen ersten Bundesligaeinsatz für den 1. FC Nürnberg, dem bis Saisonende noch vier folgten. Da sein Vertrag nicht verlängert wurde, unterschrieb er für zwei Jahre beim Bundesligisten Waldhof Mannheim. Bei Mannheim kam Lippmann in der Saison 1987/88 auf 16 Bundesligaeinsätze, in den erfolgreichen Relegationsspielen gegen den SV Darmstadt 98 wirkte er nicht mit. Anfang 1989 wurde er vom österreichischen Klub LASK verpflichtet und spielte in der Folge bei Vorwärts Steyr und dem Schweizer Zweitligisten FC Zug.

### Rückkehr nach Sachsen
Im Sommer 1990, wenige Monate nach der politischen Wende in der DDR, ließ sich Lippmann wieder in Dresden nieder. Dort schloss er sich dem wiedergegründeten Dresdner SC an, mit dem er 1991 in die viertklassige Landesliga und 1992 in die Amateur-Oberliga aufstieg. Nach Abschluss der Saison 1992/93, in der er sich einen Knöchel- und Schienbeinbruch zuzog, beendete Lippmann seine Laufbahn als Fußballspieler.

## Trainerlaufbahn
Nach dem Ende seiner Spielerlaufbahn wurde er zunächst Nachwuchstrainer beim DSC, 1995 kehrte er nach neun Jahren wieder zu Dynamo Dresden zurück, wo er ebenfalls als Nachwuchstrainer und als Honorartrainer des DFB tätig wurde. Nach einer überraschenden Beurlaubung bei Dynamo am 9. April 2008 und einem kurzen Zwischenspiel beim Bischofswerdaer FV 08 übernahm er 2009 das Traineramt beim sächsischen Bezirksklassenverein SV Pirna-Süd, den er 2010 in die siebentklassige Bezirksliga führte. Seit 2017 ist Lippmann Trainer beim Königswarthaer SV.